# Адела Сикорова
Адела Сикорова (чеш. Adéla Sýkorová; Злин, 5. фебруар 1987) је чешка репрезентативка у стрељаштву, у дисциплинама ваздушна пушка AR40, и МК пушка] STR3Х20 и STR60P. Члан је стрељачког клиба Рапид из Плзења. Тренер у клубу и репрезентацији јој је Катерина Франталова. Студент је географије на Факултету у Плзењу. Висока је 1,71 м и тешка 57 кг.

## Спортска биографија

### Јуниорска конкуренција
Сикорова се стрељаштвом бави од 1996, а активно се такмичи од 2001. године. Као јуниорка учествовала је на Европским првенствина где је 2003 у Плзењу у дисциплина МК пушка тростав заузела 4. место личним јуниорским рекордом 673,5 (577+96,5), који је поправила следеће године у Минхену на 674,7 (579+95,7) заузевшји 5 место. У дисциплини ваздушна пушка најбоље се пласирала 2006. у Москви 12 место да 592 круга.

### Сениорска коннкуренција
Летње олимпијске игре
'Адела Сикорова је два пута учествовала четири пута на Летњим олимпијским играма и постигла следеће резултате:
| ЛОИ          | Дисциплина | Квалификације  | Финале            | Укупно | Пласман | Белешка |
| ------------ | ---------- | -------------- | ----------------- | ------ | ------- | ------- |
| Пекинг 2008. | STR3Х20    | 578            | Није се пласирала | 578    | 19 /43  |         |
| Лондон 2012. | AR40       | 392            | Није се пласирала | 392    | 31 / 56 |         |
| Лондон 2012. | STR3Х20    | 584 (4. место) | 99                | 683    | / 46    |         |